# صوفيا فينويك
صوفيا فينويك (بالإنجليزية: Sophia Fenwick)‏ هي لاعبة كرة الشبكة نيوزيلندية، ولدت في 12 ديسمبر 1992.